# Rudolf Elsener
Rudolf „Ruedi” Elsener (ur. 18 lutego 1953 w Zurychu) – szwajcarski piłkarz grający na pozycji napastnika. W reprezentacji Szwajcarii rozegrał 49 meczów i strzelił w nich 6 goli.

## Kariera klubowa
Swoją karierę piłkarską Elsener rozpoczął w klubie Grasshoppers Zurych. W sezonie 1970/1971 zadebiutował w jego barwach w pierwszej lidze szwajcarskiej. W debiutanckim sezonie wywalczył z nim mistrzostwo Szwajcarii. Po tytuł mistrzowski sięgnął z Grasshoppers również w sezonie 1977/1978. W tamtym sezonie został wybrany Piłkarzem Roku w Szwajcarii.
W 1978 roku Elsener przeszedł do Eintrachtu Frankfurt. W niemieckiej Bundeslidze swój debiut zanotował 12 sierpnia 1978 w przegranym 0:4 wyjazdowym meczu z FC Schalke 04. W Eintrachcie grał przez sezon.
W 1979 roku Elsener wrócił do Szwajcarii. W latach 1979–1984 występował w FC Zürich. W 1984 roku został zawodnikiem Neuchâtel Xamax. W latach 1986–1987 występował w FC Vevey Sports 05, a w latach 1987/1988 - w Yverdon-Sport FC, w którym zakończył karierę.

## Kariera reprezentacyjna
W reprezentacji Szwajcarii Elsener zadebiutował 9 czerwca 1974 roku w zremisowanym 0:0 towarzyskim meczu ze Szwecją. W swojej karierze grał w: eliminacjach do Euro 76, MŚ 1978, Euro 80, MŚ 1982 i Euro 84. Od 1974 do 1983 roku rozegrał w kadrze narodowej 49 meczów, w których zdobył 6 bramek.